# Susana Díaz
Susana Díaz Pacheco (Sevilla, 18 de octubre de 1974) es una política española, senadora en las Cortes Generales por designación del Parlamento de Andalucía. Anteriormente, fue secretaria general de la federación andaluza del Partido Socialista Obrero Español (PSOE-A) y presidenta de la Junta de Andalucía entre 2013 y 2019.

## Biografía

### Orígenes familiares y juventud
Susana Díaz es la hija mayor de José Díaz, fontanero, y de su esposa Rosa Pacheco, ama de casa, que también tienen otras tres hijas, Diana, Rocío y Laura. Su abuelo paterno, también llamado José Díaz, era igualmente fontanero.[cita requerida]
Ha vivido siempre en el barrio sevillano de Triana. Siendo niña, sus progenitores la llevaban al Estadio Benito Villamarín para ver jugar al Real Betis Balompié. Según comenta, impartió catequesis a los grupos de sus hermanas en su iglesia.
Se licenció en Derecho en la Universidad de Sevilla, afirmando que tuvo que compatibilizar la beca con trabajos como clases particulares y venta de productos de cosmética.

### Secretaria de Juventudes Socialistas de Andalucía y concejala en Sevilla (1997-2004)
Ingresó, con 17 años, en las Juventudes Socialistas.
En 1997 fue elegida secretaria de Organización de las Juventudes Socialistas de Andalucía. Fue incluida en la lista del Partido Socialista Obrero Español de Andalucía (PSOE-A) para las elecciones municipales de 1999 en Sevilla. Resultó elegida concejala del Ayuntamiento de Sevilla y, con Alfredo Sánchez Monteseirín como alcalde, ejerció de delegada de Juventud y Empleo y, posteriormente, de Recursos Humanos. También fue delegada del distrito Triana-Los Remedios,  consiguiendo que el torero Curro Romero se disfrazara de rey Baltasar para la cabalgata de Reyes Magos de 2000.
En 2002 contrajo matrimonio con el también sevillano José María Moriche en la capilla de la Esperanza de Triana.

### Diputada y senadora (2004-2012)
Tras su paso por las Juventudes Socialistas, ocupó distintos cargos políticos (diputada por Sevilla en el Congreso de los Diputados entre 2004 y 2008, diputada por Sevilla en el Parlamento de Andalucía desde 2008, y senadora por Andalucía entre 2011 y 2012) y orgánicos en el seno del PSOE (secretaria de Organización del PSOE de Sevilla entre 2004 y 2010 y del PSOE de Andalucía desde marzo de 2010 hasta julio de 2012).

### Consejera de Presidencia e Igualdad de la Junta de Andalucía (2012-2013)
El 6 de mayo de 2012, José Antonio Griñán la nombra consejera de Presidencia e Igualdad en la Junta de Andalucía. Fue secretaria general del PSOE de Sevilla entre el 14 de julio de 2012 y el 30 de noviembre de 2013.

### Presidenta de la Junta de Andalucía (2013-2019)

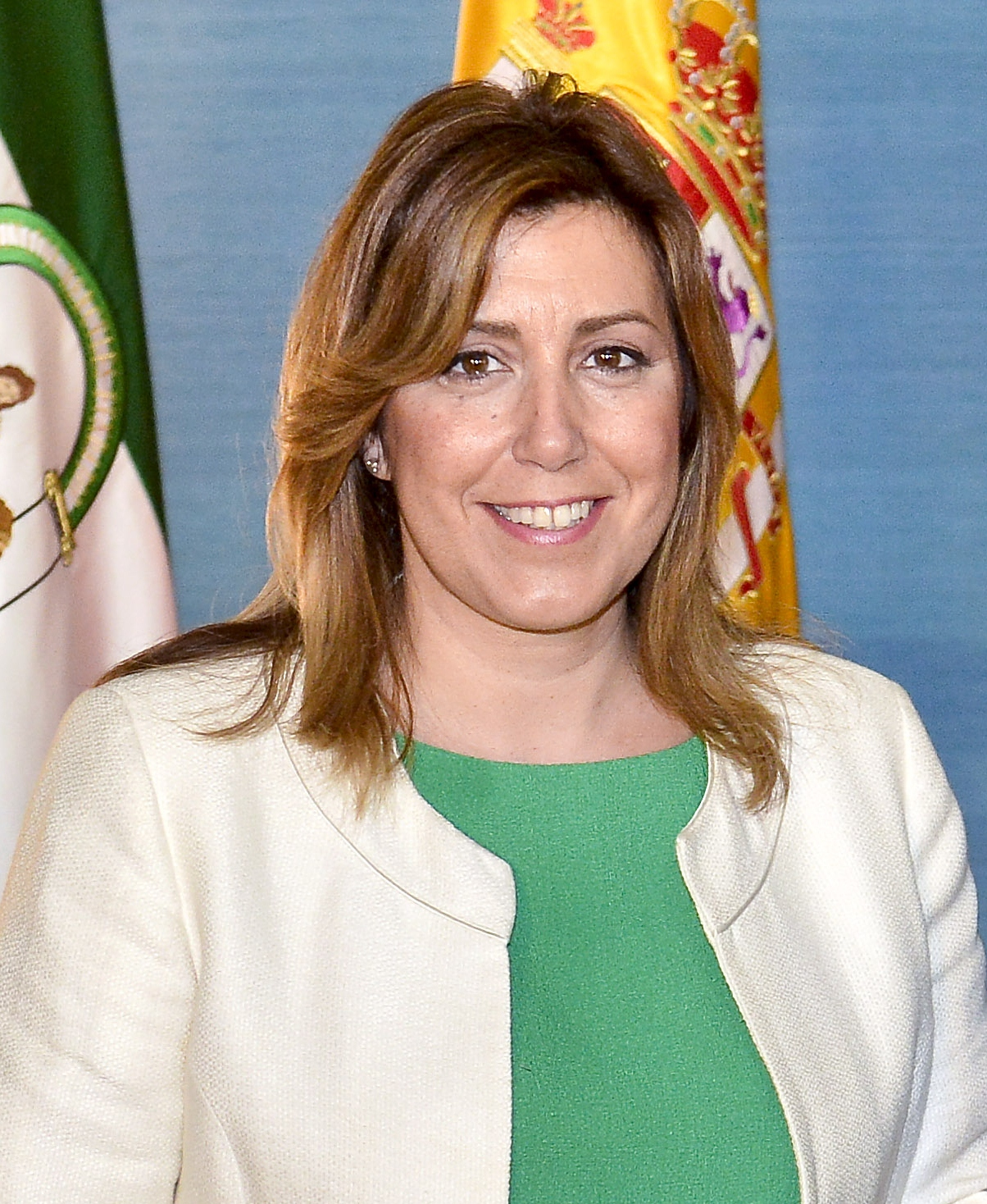
Susana Díaz en abril de 2014.

Tras la decisión de José Antonio Griñán de no concurrir de nuevo como candidato a la presidencia de la Junta de Andalucía, y la consecuente convocatoria de primarias, presentó su candidatura en Antequera el 4 de julio de 2013. Tras haber conseguido el aval de más de 21 000 militantes del PSOE-A, fue proclamada candidata a la presidencia de la Junta de Andalucía sin necesidad de celebrar primarias, al no conseguir sus rivales los avales necesarios para concurrir a las mismas. El 27 de agosto de 2013, tras la renuncia de Griñán, el PSOE-A presentó a Díaz como candidata a la presidencia.
Tras el debate de investidura celebrado los días 4 y 5 de septiembre de 2013, obtuvo 58 votos favorables correspondientes al PSOE-A e Izquierda Unida Los Verdes-Convocatoria por Andalucía frente a 48 votos en contra por parte del PP, siendo investida nueva presidenta de la Junta de Andalucía. Desde el 23 de noviembre de 2013 es también secretaria general del PSOE-A, tras conseguir el apoyo del 98,6 % de los delegados en el Congreso Extraordinario celebrado en Granada.
El domingo 25 de enero de 2015, en ejercicio de su cargo de presidenta, anunció que rompía el pacto de gobierno con IU, que le permitía gobernar, y disolvió la Cámara del Parlamento de Andalucía al día siguiente. Susana Díaz alegó para ello la "desconfianza" hacia sus socios de IU y la situación de inestabilidad que, a su juicio, atravesaba el Ejecutivo de coalición.
En las anticipadas elecciones al Parlamento de Andalucía de 2015, Díaz consiguió ganar con una mayoría insuficiente para gobernar. Tras casi cuatro meses de negociaciones y después de tres sesiones de investidura infructuosas, Díaz consiguió los votos de Ciudadanos para ser investida. Tomó de nuevo posesión de su cargo el 14 de junio de 2015.
El 30 de julio de 2015 nació su primer hijo, José María.
Díaz volvió a convocar elecciones anticipadas para diciembre de 2018. En dichas Elecciones al Parlamento de Andalucía de 2018, el PSOE volvió a ser la fuerza más votada pero perdió un gran número de escaños. Por otra parte, por primera vez en la historia de Andalucía había una alternativa de derechas que sumaba más escaños que los socialistas. El Partido Popular quedó en segundo lugar perdiendo también diputados y Ciudadanos  obtuvo un gran ascenso, mientras que Vox daba la sorpresa entrando en el Parlamento de Andalucía con 12 escaños. Así, la suma de la derecha superaba por primera vez a los socialistas y a Adelante Andalucía. Tras un mes de negociaciones, PP, Cs y Vox alcanzaron un acuerdo para investir a Juanma Moreno como nuevo presidente de la Junta de Andalucía, cuyo nuevo gobierno lo formaron consejeros del PP y de Cs con apoyo externo de Vox.
Así, el 22 de enero de 2019 se puso fin a 36 años de gobiernos ininterrumpidos del Partido Socialista Obrero Español en Andalucía.

### Crisis interna del PSOE de 2016
El 28 de septiembre de 2016, 17 miembros de la Ejecutiva Federal del PSOE dimiten del cargo en un intento por forzar la dimisión del secretario general Pedro Sánchez. Díaz, al igual que la mayoría del Comité Federal, se muestra partidaria de esos miembros y contraria a que el partido pacte un gobierno en España con Podemos y fuerzas independentistas.

### Candidatura a la secretaría general
El 26 de marzo de 2017 anunció su candidatura a las primarias del partido, de cara al XXXIX Congreso del PSOE, siendo apoyada por los principales líderes históricos de la formación.
Los comicios se celebraron el 21 de mayo de ese mismo año, resultando ganador Pedro Sánchez. Susana Díaz había tenido el claro apoyo de la dirección nacional y de históricos dirigentes del partido, pero quedó segunda con un 39,94% de votos, por delante del antiguo lendakari Patxi López.
Da a luz a su hija, Rocío, el 18 de febrero de 2020.

### Candidatura a la presidencia de la Junta de Andalucía
En 2021, tras los rumores de un posible adelanto electoral por parte del presidente de la Junta de Andalucía, Juanma Moreno, el PSOE decidió adelantar las primarias para decidir su candidato al mes de junio de 2021. A dichas primarias se presentaron el alcalde de Sevilla, Juan Espadas; el exdiputado Luis Ángel Hierro; y la propia secretaria general, Susana Díaz. El 13 de junio se realizó la primera votación y los afiliados eligieron mayoritariamente a Juan Espadas con un 55,19% de los votos frente a un 38,43% de Díaz y un 5,51% de Hierro. No hizo falta una segunda vuelta. Esa misma noche, Susana Díaz renunció a volver a presentarse como secretaria general del PSOE de Andalucía en el siguiente congreso regional.

### Senadora
Tras perder las primarias socialistas, el Parlamento de Andalucía la designó senadora autonómica, tomando posesión del escaño en el Senado en septiembre de 2021. Ya en la Cámara Alta, fue asignada a las comisiones de Función Pública, de Suplicatorios, Constitucional y de Industria, Turismo y Comercio, siendo elegida presidenta de esta última el día 29 de septiembre de ese año. Asimismo, se integró en la Diputación Permanente.